# Microdytes zetteli
Microdytes zetteli är en skalbaggsart som beskrevs av Wewalka 1997. Microdytes zetteli ingår i släktet Microdytes och familjen dykare. Inga underarter finns listade i Catalogue of Life.